# Суткус, Антанас (фотограф)
Анта́нас Су́ткус (лит. Antanas Sutkus; род. 27 июня 1939, деревня Клуонишкяй) — классик советской и литовской фотографии, основатель Союза фотоискусства Литвы. Заслуженный деятель культуры Литовской ССР (1980).

## Биография
Родился 27 июня 1939 года в деревне Клуонишкяй Каунасского района Литвы. В 1958—1964 годах изучал журналистику в Вильнюсском государственном университете. Начал снимать в 1958 году, будучи студентом.
В 1969 году стал одним из основателей Общества фотоискусства Литвы. В 1968—1969 годах председатель организационной группы Общества, а с 1989 года — Союза фотоискусства Литвы. В 1980—1989 годах — председатель Общества фотоискусства Литвы.
1989—1990, с 1996 по апрель 2009 — председатель Союза фотоискусства Литвы.
2001—2002 получил стипендию Фонда Эрны и Виктора Хассельблад (Швеция) «Документация и консервация фотоархива Антанаса Суткуса».

## Награды и звания
- 1980 — заслуженный деятель культуры Литовской ССР.
- 1985 — лауреат Государственной премии Литовской ССР.
- 1993 — почётный член Союза фотохудожников Литвы.
- 1997 — награждён орденом Великого князя Литовского Гядиминаса 4-й степени.
- 1998 — лауреат премии Правительства Литвы в области культуры и искусства
- 2003 — лауреат Национальной премии Литвы в области культуры и искусства.
- 2006 — награждён «Золотым крестом» президентом Польской республики.
- 2025 — награждён Большим крестом ордена «За заслуги перед Литвой»[3].

## Важнейшие серии
- «Люди Литвы» (с 1959 по настоящее время)
- «Литва с высоты птичьего полета» (1973—1980).
- «Встречи с Болгарией» (1972—1979)
- «Литовцы мира» (1991—1994)
- «Ностальгия по босым ногам» (1959—1979)
- «Pro memoria: посвящается живым мученикам Каунасского гетто» (1994—1997)
- «Прошедшие времена» (1999)

## Работы находятся в коллекциях
- Союза фотоискусства Литвы (Lithuanian Union of Art Photographers), Вильнюс;
- Художественного музея Литвы в Вильнюсе,
- Музея фотографии (Museum of Photography) в Шяуляе;
- Национальной библиотеки Франции в Париже,
- Музея французской фотографии (French Museum of Photography) в Париже;
- Фотографическом музее (Photography Museum) в Хельсинки;
- Международного центра фотографии (International Center of Photography) в Нью-Йорке;
- Чикагского института искусств,
- Музея искусства (Art Museum), Миннеаполис;
- Музея Виктории и Альберта в Лондоне;
- Музея фотоискусства, (Museet for Fotokunst) Оденс (Дания);
- Музея современного искусства в Швеции и др.

## Авторские книги
- Antanas Sutkus «Photographs 1959—1999», Publisher Baltos lankos ISBN	9955000244
- Antanas Sutkus «Retrospective» 2009

## Выставки
Более 120 персональных выставок, в частности:
- 1974 Галерея фотографии, Вильнюс, Литва.
- 1980 Музей фотографии, Шяуляй, Литва.
- 1981 Галерея фотографии, Каунас, Литва.
- 1981 Музей фотографии, Хельсинки, Финляндия.
- 1982 Музей фотографии, Стокгольм, Швеция.
- 1984 Kek in de Kök Gallery, Таллин, Эстония.
- 1985 ZANGO Fotoforum Galerie, Мюнхен, Германия.
- 1986 Музей фотографии, Львов, Украина.
- 1986 Музей Нисефора Ньепса, Шалон-сюр-Саон (Chalon-sur-Saōne), Франция.
- 1988 Modern Art Gallery, Белосток, Польша.
- 1991 Tom Hayden Gallery, Лос-Анджелес, США.
- 1993 Fujifilm Photo Gallery, Каунас, Литва.
- 1994 Nikolaj Exhibition Hall, Копенгаген, Дания.
- 1995 Галерея «На Солянке», Москва, Россия.
- 1996 Nikon Gallery, Токио, Япония.
- 1996 Штаб-квартира ЮНЕСКО, Париж, Франция.
- 1996 L’Atelier Demi Teinte, Париж, Франция.
- 1996 Nikon Salon, Осака, Япония.
- 1996 Commercial Gallery, Лондон, Англия.
- 1996 Stara Galeria, Варшава, Польша.
- 1996 Argus Fotokunst Galerie, Берлин, Германия.
- 1996 Blue Sky Gallery, Портланд, США.
- 1997 Муниципальная галерея, Будапешт, Венгрия.
- 1997 Islington Arts Factory Gallery, Лондон, Англия.
- 1997 Museet for Fotokunst, Оденс, Дания.
- 1998 Marienham Gallery, Аланские острова, Финляндия.
- 1998 Центр Современного искусства, Ровинь, Хорватия.
- 1998 Национальная библиотека, Таллин, Эстония.
- 1998 Fujifilm Photo Gallery, Каунас.
- 1999 Музей фотографии, Рига, Латвия.
- 1999 Argus Fotokunst Galerie, Берлин, Германия.
- 2000 Штаб-квартира Европейского союза, Брюссель, Бельгия.
- 2000 Национальная библиотека, Нью-Йорк, США.
- 2000 Государственный исторический музей, Стокгольм, Швеция.
- 2000 Европейский Совет наций, Страсбург, Франция.
- 2002 Striped House Gallery, Токио, Япония
- 2002 Фотографическая галерея, Токио, Япония.
- 2002 Французский культурный центр, Оттава, Канада.
- 2003 Форум современной фотографии, Кёльн, Германия.
- 2004 Галерея Galleri Infra, Стокгольм; Susanne Albrecht галерея, Мюнхен; Галерея Argus fotokunst, Берлин; Фотографическая галерея, Варшава.

- 2006 White Space галерея, Лондон; Шотландский парламент, Эдинбург;
- 2007 Галерея «Рахманинов дворик», Санкт-Петербург.
- 2008 White Space галерея, Лондон.
- 2008 Галерея Photographer.ru, Москва.

- 2008 Галерея «Рахманинов дворик», Санкт-Петербург; Stara Galeria (ZPAF), Варшава.
- 2008 Галерея Cyklop, Гданьск.
- 2008 Lensky Gallery, Stow-on-the-Wold, Англия.

## Избранные групповые выставки
- 1967 Четыре фотографа, Художественный музей Литвы;
- 1971 СССР в фотографии, Манеж, Москва, Россия;
- 1972 Музей истории и этнографии, Ленинград, Россия.
- 1974 Четыре литовских фотографа, Лондон, Англия;
- 1975 Dum Panu z Kunštatu, Брно, Чехословакия;
- 1981 Фотографическая галерея, Белград, Югославия;
- 1985 Современная латвийская и литовская фотография, Mala Galerija, Братислава, Чехословакия.
- 1985 Современная литовская фотография, Турин, Италия.
- 1985 Литовская фотография сегодня, Церковь Св. Мартина, Арль, Франция.
- 1985 Фотография советской Литвы, Фотографический центр, Стокгольм, Швеция; Фотографическое общество, Копенгаген, Дания; Музей фотографии, Хельсинки, Финляндия; Штаб-квартира ЮНЕСКО, Париж, Франция.

- 1987 Another Russia. Unofficial Modern Photography of the Soviet Union, Museum of Modern Art, Англия; General San Martin Gallery, Буэнос-Айрес, Аргентина, 1988;

Comptoir de la photographie Galerie, Париж, Франция, 1988;
Between the Elbe and Volga: 16 Photographers from the Eastern Europe and East Germany, ZANGO Fotoforum Galerie, Мюнхен, Германия, 1988; 1988 11 литовских фотографов, Мехико, Мексика;
- 1989 Муниципальный зал, Павия, Италия.
- 1990 Литовские перекрестки. Фотогалерея, Осло, Норвегия.
- 1990 L’Annee de l’Est, Photography Gallery, Лозанна, Швейцария
- 1990 Фотофестиваль, Арль, Франция.
- 1991 Через любовь к истине. Через свободу к творчеству. Два мастера фотографии. Laband Gallery, Loyola Marimont University, Лос-Анджелес, США.
- 1992 Аспекты литовской фотографии, IFA Galerie, Берлин, Германия.
- 1993—1994 Память образа: Балтийское фотоискусство сегодня, Kunsthalle Росток, Германия; Выставочный зал Латвии, Рига; Центр Современного искусства, Вильнюс; Мартин Гропиус Бау Галерея, Берлин, Германия; Государственная академия искусств, Гданьск, Польша, Выставочный зал Николая, Копенгаген, Дания.

- 1995 Витальность и изменения в литовской фотографии. Gahlberg Gallery, Чикаго, США.
- 1996 Возвращение прошлого. Конец Утопии. Шлезвиг-Гольштейн, Германия; Хельсинки, Финляндия, Варшава, Польша; Оденс, Дания, Париж, Франция.

- 1997 Соленое прошлое. Obalne Gallery, Тирана, Словения; Lozha Koper Gallery, Mestna Galerija, Любляна, Словения.

- 1997 Фестиваль Восток-Запад, Die, Франция.
- 1998 Выставка литовской фотографии, Fotoforum Felldeg Galerie, Цюрих, Швейцария.
- 1999 Выставка литовской фотографии Shinjuku Nomura Bldg. Gallery, Токио, Япония.
- 1999 Современная литовская фотография, Дом фотографии Йозефа Судека, Прага, Чехия; Дом культуры, Братислава, Словакия.

- 2001 Достоинство. Литовское искусство ’01, Центр современного искусства, Вильнюс.
- 2001 Современная литовская фотография, Галерея «Проспект», Вильнюс, Литва.
- 2001 Варианты портрета, Музей фотоискусства, Оденсе, Дания.
- 2002 Деньги в фотографии. Галерея «Проспект», Вильнюс, Литва.
- 2002 Censured. Arka Gallery, Вильнюс, Литва.
- 2002 Город. Музей фотографии, Рига, Латвия.
- 2002 Выбор: литовская история, культура и искусство. Европейский Совет наций, Страсбург, Франция.

- 2002 Образы Литвы: фотография с 1960 до наших дней. Leinwandhaus Galerie, Франкфурт-на-Майне, Германия.
- 2002 Десятилетия литовской фотографии. 1945—1990. Центр современного искусства, Вильнюс.
- 2003 Das Baltische Fotolinse, Schloss Holligen, Берн, Швейцария.
- 2007 Антанас Суткус и классики литовской фотографии. Государственный музейно-выставочный центр РОСФОТО, Санкт-Петербург, Россия

## Интервью
- Лорета Вашкова «Антанас Суткус: Я хотел бы запечатлеть человеческое достоинство»
- Павел Круг "Второе зеркало. Антанас Суткус: «Я снимал Сартра на свой незаметный „Зенит“, а он думал, что я — молодой писатель»"
- Виктория Мусвик «Суткус: „Мне близки гуманисты“ Рассказы мэтра о детстве, творчестве и цензуре»